# Entreprise Demay Frères
L'Entreprise Demay Frères était une entreprise spécialisée dans les constructions en ciment armé à Reims dans la Marne. Elle a été fondée par René Demay associé à ses deux frères ainés. Elle a réalisé de nombreux châteaux d'eau (720 réalisations) en ciment armé en France.

## Histoire
Joseph Demay (1834 - ?) s'installe à Reims vers 1880.
Trois de ses fils, Gustave Demay (1865-1949), Joseph, René Demay (1880-1963) et un troisième crée l'entreprise Demay Frères.
Les frères Demay sont parmi les fondateurs de la chambre syndicale des constructeurs en ciment armé en 1903.
Elle a, vers 1911, le statut juridique de S.N.C. (capital en 1911 : 600 000 francs).
René Demay, associé à ses deux frères ainés, la transforme en Société Anonyme le 27 août 1921 pour 99 ans, l’entreprise prend le nom de « Ciment armé Demay Frère » à Reims. 
Son siège social était à Reims. Elle disposait d’une agence principale située 8 rue de la Fidelité à Paris, et des agences à Belfort, Nevers, Nancy, Mantes-la-Ville, Saint-Dié, Amiens et Troyes.
À la suite du bombardement de son siège en 1940, un nouveau bâtiment est construit aux 28-30 rue Payen à Reims.
Le bâtiment est de l’architecte Maurice Clauzier.

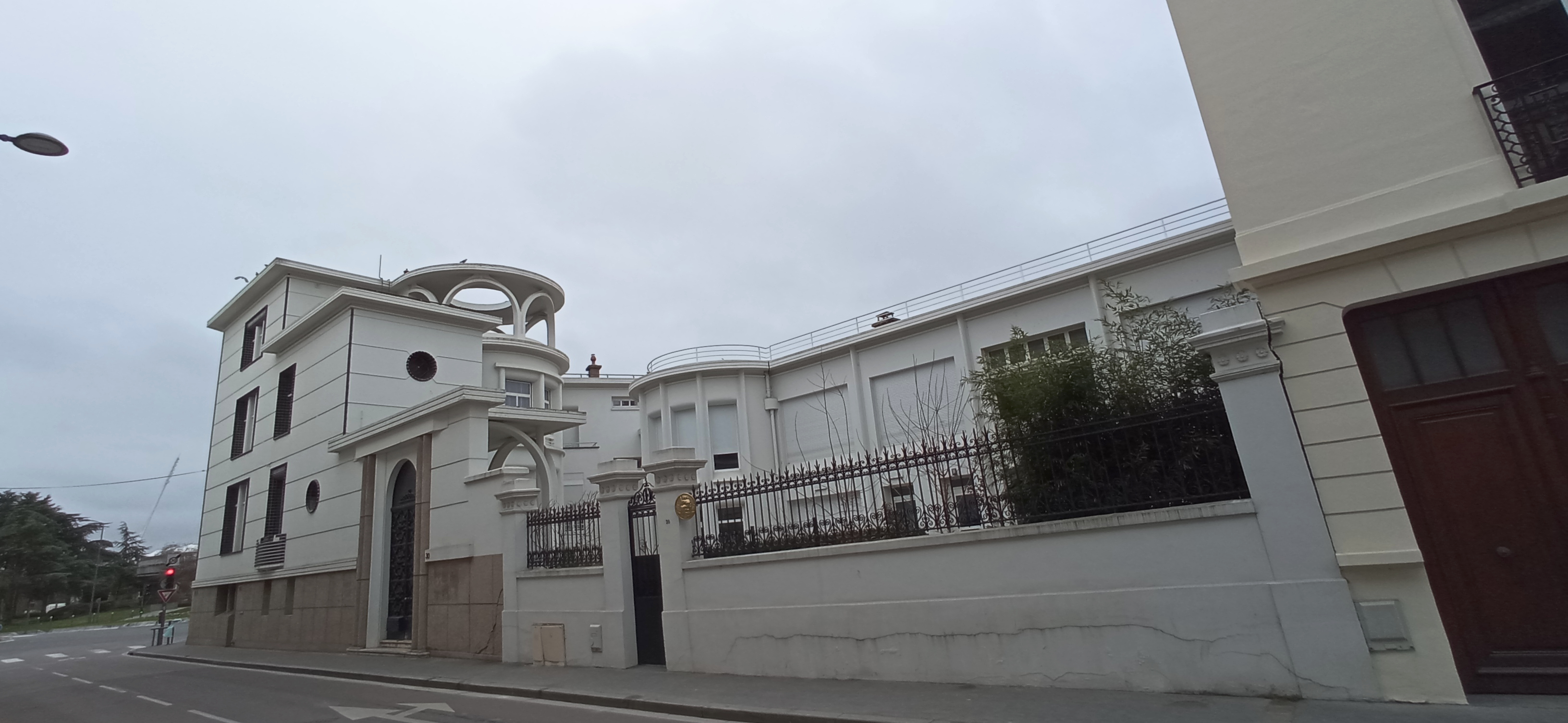
L'immeuble du 28/30 rue Payen.

Cette entreprise a réalisé de nombreux châteaux d'eau (720 réalisations) en ciment armé, des cuves pour les vins, des bâtiments industriels et des silos (83 édifiés).

## Brevets déposés
- Brevet no 305200 du 7 novembre 1900, pour un système de plancher en ciment armé.
- Brevet pour un système de construction d'usines en éléments préfabriqués.

## Réalisations emblématiques à Reims

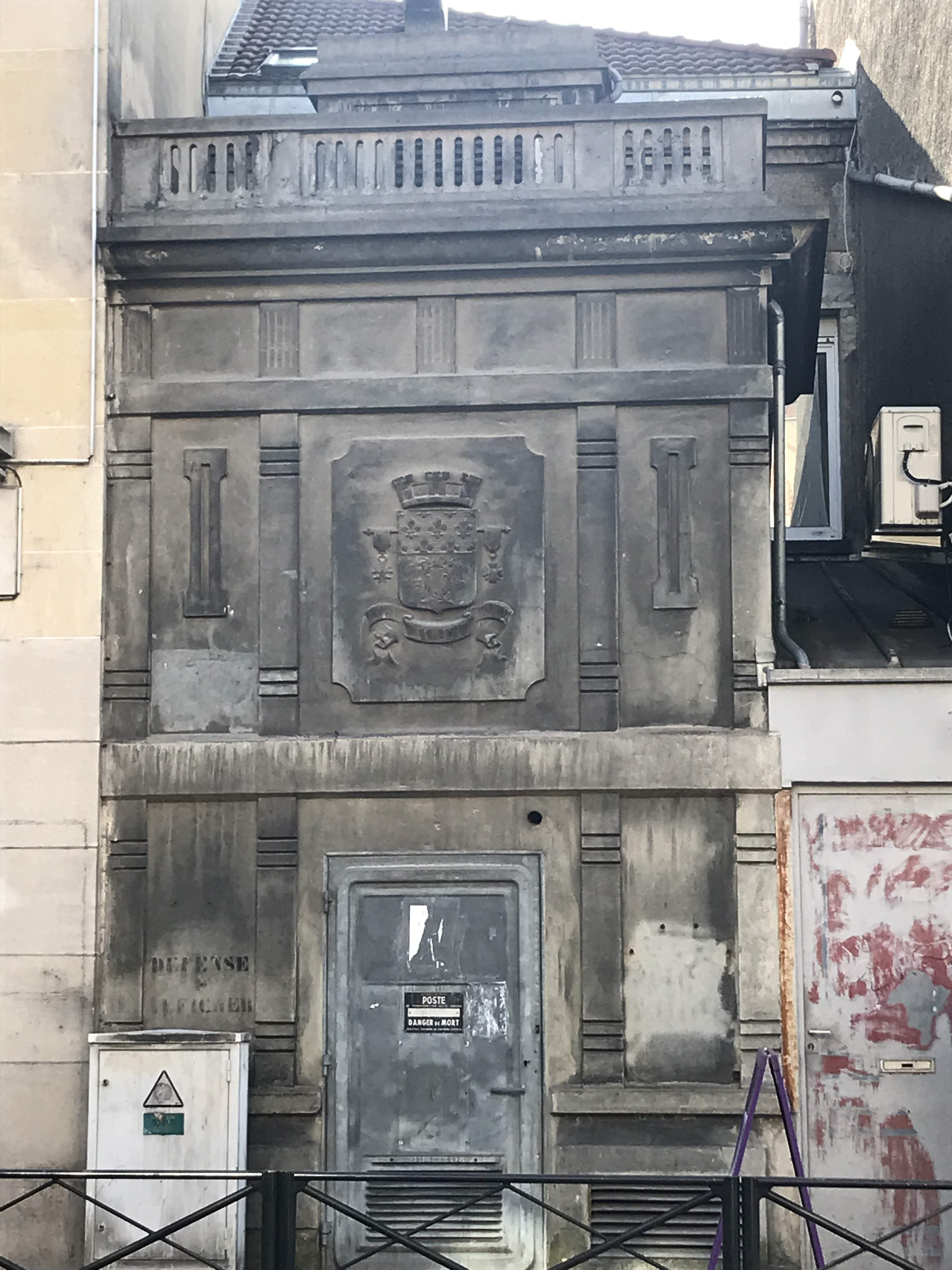
Transformateur Entreprise Demay.

- Magasins généraux de Champagne Ardenne.
- Seize transformateurs électriques à Reims ont été construits par Entreprise Demay Frères entre 1920 et 1939.
- Accumulateur à charbon de l’Usine à gaz de Reims (détruit).
- Piscine en béton armé du Collège d'athlètes de Reims (détruit pendant la Seconde Guerre mondiale).

## Réalisations emblématiques hors de Reims
- La tribune de la route de Gueux (1928)[3];
- Théâtre de jardin dit « auditorium Gaston Stol » (1935)[4];
- Construction de deux cuves pour le Chai Cordier à Toul[5];
- La tour Miko à Saint-Dizier;
- L'auditorium de le parc de la Pépinière à Nancy (1937).

## Famille Demay

### René Demay
Marie joseph René Demay est né le 18 juin 1880 à Clamecy dans la Nièvre.
Il est le fils de joseph Demay, entrepreneur de travaux publics et d'Émelie Grandpierre.
Il est décédé à Paris le 29 juin 1963.
Décorations :
- Officier de la Légion d'honneur par arrêté ministériel du 18 janvier 1938[6].
- Chevalier de la Légion d'honneur par décret du 19 février 1952[6].

## Galerie

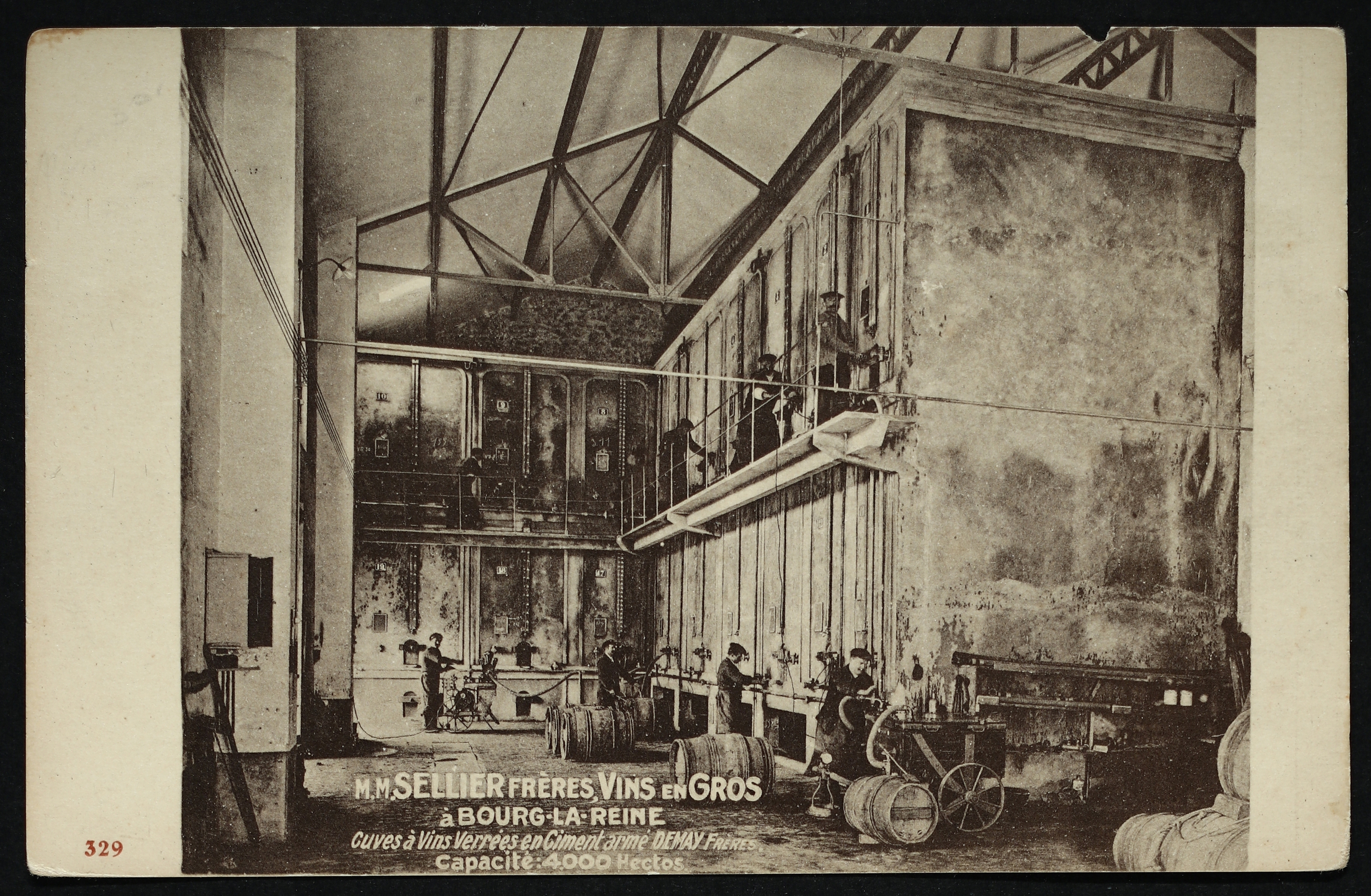
Cuves à vins verrées en ciment armé Demay Frères.
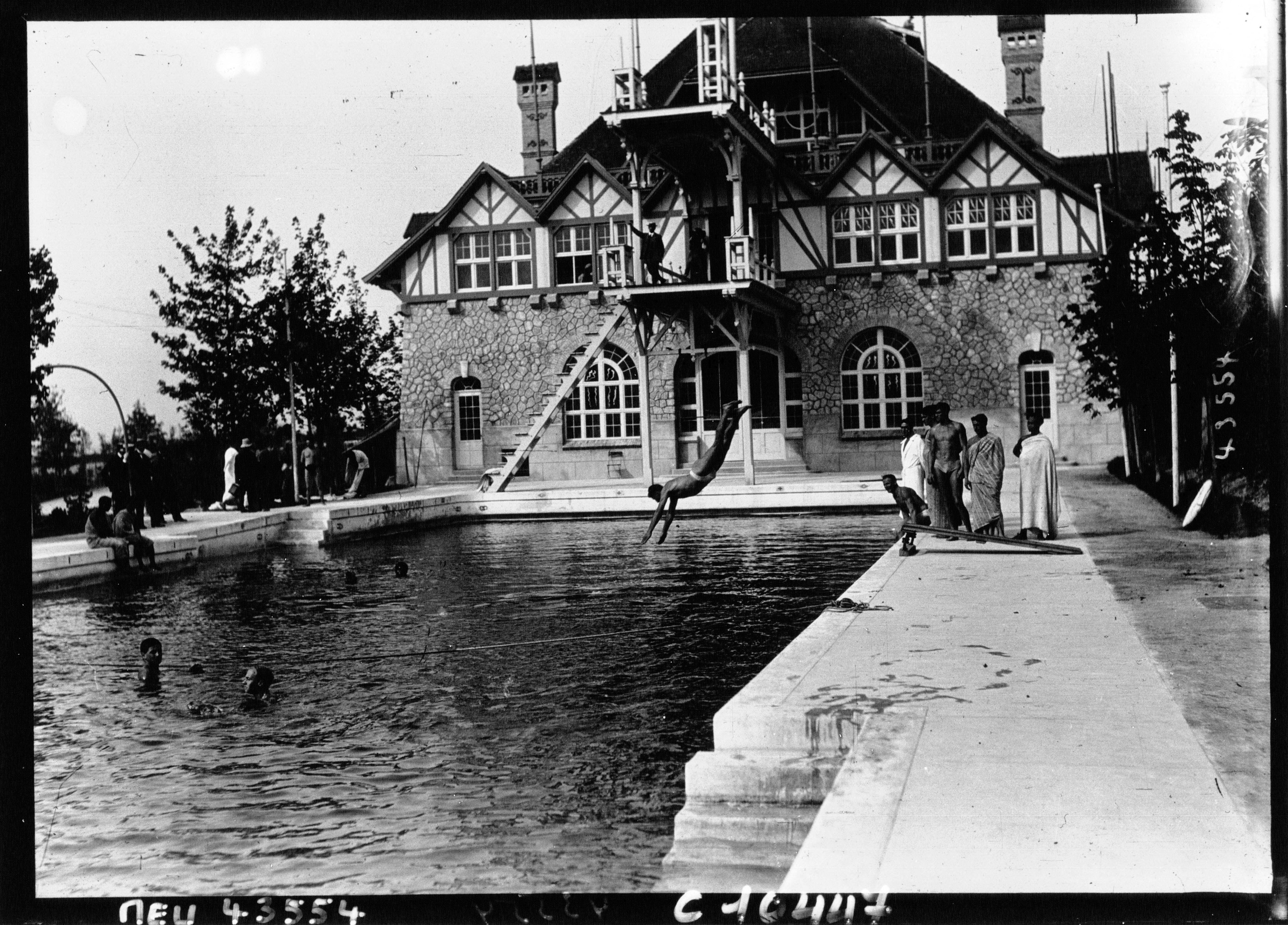
Piscine du Collège d'athlètes.
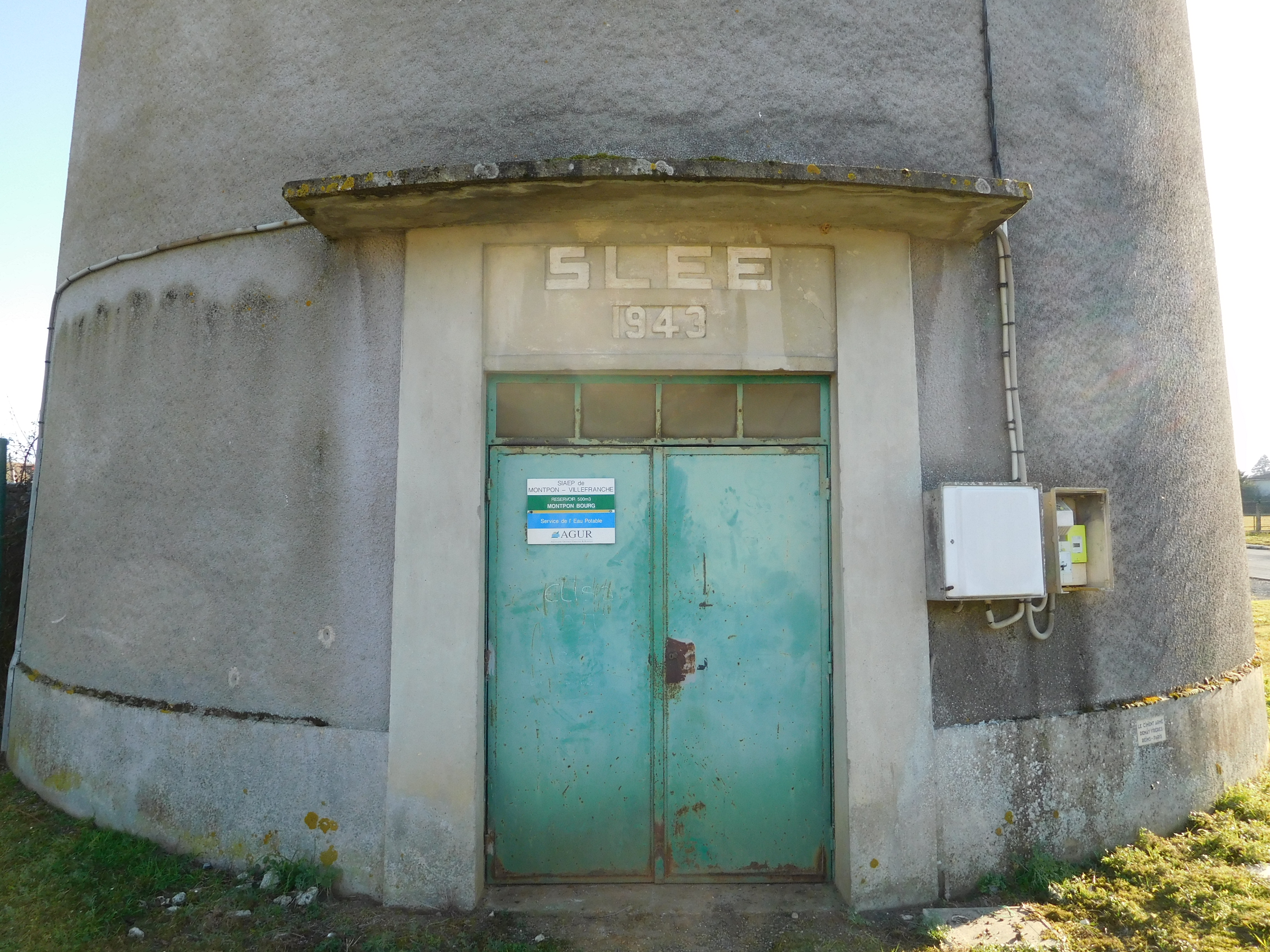
Inscription (en bas, à droite) : « Le Ciment armé Demay frères, Reims - Paris ».
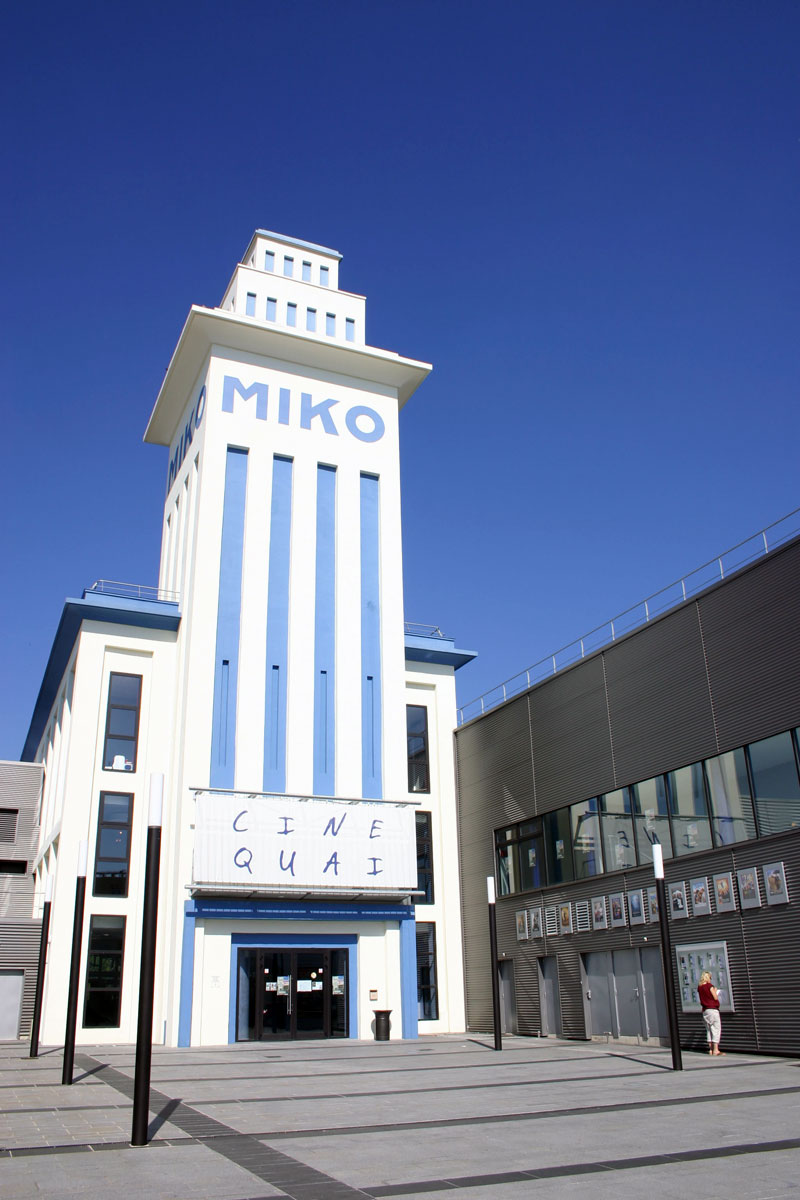
La tour Miko à Saint-Dizier.